# 2e Corps canadien
Pour les articles homonymes, voir 2e corps d'armée.
Le 2e Corps canadien est l'un des deux corps que comprenait la 1re Armée canadienne pendant la Seconde Guerre mondiale. L'autorisation pour la formation d'un quartier-général pour ce corps est devenue effective le 14 janvier 1943 en Angleterre. Le corps est devenu opérationnel le 11 juillet 1944 en Normandie lorsque la 2e Division d'infanterie joint la 3e Division d'infanterie et la 2e Brigade blindée, qui ont participé au débarquement de Normandie dans le 1er Corps britannique. Le 2e Corps canadien était commandé par le Lieutenant-Général Guy Simonds. Le corps fut fermé le 25 juin 1945 lors de la démobilisation générale.
Bien que le corps fût une formation canadienne, il contenait aussi des soldats issus d'autres pays alliés comme la 1re division blindée polonaise, la 1re brigade d'infanterie belge, la brigade royale motorisée des Pays-Bas et la 51e division d'infanterie (Highland).

## Sources
- (en) Cet article est partiellement ou en totalité issu de l’article de Wikipédia en anglais intitulé « II Canadian Corps » (voir la liste des auteurs).
- (en) The Canadians at War 1939/45, 2d ed., Montréal, Canada, The Reader's Digest Association (Canada) Ltd., 1986 (ISBN 0-88850-145-5)